# Неведомский, Леонид Витальевич
Леони́д Вита́льевич Неведо́мский (фамилия при рождении — Невядомский; 13 октября 1939, Витебск — 3 июня 2018, Санкт-Петербург) — советский и российский актёр театра и кино, народный артист Российской Федерации (1994).

## Биография
Родился 13 октября 1939 года в Витебске в семье врачей Виталия Иосифовича и Марии Марковны Невядомских. Сына назвали в честь любимого певца отца — Леонида Утёсова, приехавшего тогда в город на гастроли. Старший брат — Леомарк Витальевич Невядомский (1934—1999), заслуженный тренер СССР по гандболу.
С 17 лет стал работать профессиональным актёром в Свердловском ТЮЗе. После работал в театрах Новгорода и Мурманска (Драматический театр Северного флота).
В 1967 году окончил Ленинградский институт театра, музыки и кинематографии (ЛГИТМИК) и поступил в Ленинградский БДТ, в котором прослужил до конца жизни.
За время своей творческой карьеры Леонид Неведомский снялся более чем в 100 кино- и телефильмах. Член КПСС с 1974 года.
Скончался 3 июня 2018 года в Санкт-Петербурге на 79-м году жизни. Похоронен на Литераторских мостках. В 2019 году на могиле открыто надгробие.

### Семья
Первая жена — актриса Наталия Дмитриева (1945—2023). Дочь Полина Неведомская (род. 1970) — балетмейстер, затем окончила ЛГИТМиК, работала в Александринском театре, затем режиссер Новгородского академического театра драмы имени Ф. М. Достоевского. Внуки: Артемий, Степан, Ясения.
Вторая жена (с 1992 года) — Валентина Владимировна Гоголева (род. 1952), психолог, преподаватель, кандидат педагогических наук.

## Роли в театре

### БДТ
- «Традиционный сбор» Виктора Розова — Родионов
- «Ревизор» Н. В. Гоголь — Держиморда, Ляпкин-Тяпкин
- «Ханума» А. Цагарели — Кинто
- «Прошлым летом в Чулимске» Александра Вампилова — Помогайлов
- «Порог» А. Дударева, постановка Г. Егорова — Отец
- «Аркадия» Тома Стоппарда — Джелаби
- «Мария Стюарт» Ф. Шиллер — Амиас Паулет
- «Дама с собачкой» А. П. Чехов — господин Смирнов
- «Месяц в деревне» И. С. Тургенев — Шааф
- «Правду! Ничего кроме правды!» Д. Аль — Джон Рид

### «Русская антреприза» имени Андрея Миронова
- «Отверженные» В. Гюго — Жан Вальжан
- «Обломов» И. Гончаров — Захар

## Фильмография
- 1966 — Горькие зёрна — Степан Чеботарь
- 1967 — Поворот — лейтенант Дубровин
- 1968 — Источник — Кеха
- 1968 — Наши знакомые — Иван Сидоров
- 1968 — Степень риска — Пётр Евгеньевич
- 1970 — Впереди день — Василий Разорёнов
- 1971 — Город под липами — Костя Фролов
- 1971 — Красная метель — Рошаль
- 1972 — Ижорский батальон — командир батальона
- 1972 — Монолог — Олег
- 1972 — Приваловские миллионы — Сашка Холостов
- 1972 — Красно солнышко — Степан Башарин
- 1973 — Здесь наш дом — инженер-металлург Константин Константинович Турочкин
- 1973 — Мачеха — Павел Егорович Олеванцев
- 1973 — Письмо из юности — Семён Григорьевич Субтиля, старшина, водолаз
- 1973 — Старая крепость — Тимофей Сергушин
- 1973 — Цемент — председатель Главцемента
- 1973 — Сценки — жених Милкин
- 1974 — Земляки — Иван Громов
- 1974 — Пламя — Калиновский
- 1974 — Последний день зимы — Корзунов
- 1974 — Пятёрка за лето — алкоголик
- 1975 — Обретёшь в бою — Подобед, парторг завода
- 1975 — Доверие — Григорий Петровский
- 1975 — Звезда пленительного счастья — Прохор
- 1976 — Поле перейти — дядя Витя
- 1976 — Синяя птица — отец
- 1976 — Строговы — Маркел Сосипатрыч Голованов
- 1976 — Факт биографии — Павел Иванович Шумов
- 1977 — Доброта — Леонид Павлович Прохоренко, директор школы
- 1977 — Ждите меня, острова! — Павел Иванович Прохоров, папа Валеры
- 1977 — Красные дипкурьеры — Михаил Курасов
- 1977 — Обратная связь — Рачадов
- 1977 — Предательница — жених Марии
- 1977 — Семья Зацепиных — Алексей
- 1977 — Открытая книга — Пётр Рубакин
- 1978 — Мятежная баррикада — адвокат
- 1978 — Поворот
- 1978 — Только каплю души — Пантелей
- 1979 — Цыган — председатель колхоза Тимофей Ильич
- 1980 — По данным уголовного розыска… — майор милиции Данилов, начальник отдела по борьбе с бандитизмом
- 1981 — 20 декабря — Менжинский
- 1981 — Товарищ Иннокентий — Рябов
- 1981 — Синдикат-2 — Зекунов
- 1981 — Тарантул — Иван Васильевич
- 1982 — Тем, кто остаётся жить — Иван Дмитриевич, секретарь обкома
- 1982 — Человек, который закрыл город — Егор Яковлевич Яковлев, секретарь горкома
- 1982 — Взять живым — Доброхотов, генерал
- 1982 — Через Гоби и Хинган — подполковник Мороз
- 1983 — Дамское танго — Павел Павлович Филимонов, отец-одиночка
- 1983 — Лунная радуга — Гаранин
- 1983 — Оглянись — Павел Евгеньевич Суханов, отчим Виктора, муж Татьяны Ивановны
- 1983 — Семён Дежнёв — Михаил Стадухин
- 1984 — Ребячий патруль — отчим Витамина, инспектор рыбнадзора
- 1985 — Возвращение Будулая — председатель колхоза Тимофей Ильич
- 1985 — С юбилеем подождём — Петр Савельевич Харькевич, секретарь райкома
- 1986 — Повод — Дмитрий Соловей, колхозный радист, председатель товарищеского суда
- 1988 — Наш бронепоезд — парторг завода
- 1989 — Опалённые Кандагаром — отец Седых
- 1990 — В полосе прибоя — генерал
- 1992 — Кооператив «Политбюро», или Будет долгим прощание — Л. И. Брежнев
- 1992 — Билет в красный театр, или Смерть гробокопателя — Колубаев, милиционер, охраняющий кладбище
- 1992 — Тишина — Игорь Витальевич Морозов, преподаватель-экзаменатор
- 1997 — Шизофрения — генерал Владимир Иванович
- 2000 — Империя под ударом — министр внутренних дел Дмитрий Сергеевич Сипягин
- 2001 — Агент национальной безопасности-3 — Захаров, судья (29-30 серии «Ловушка»)
- 2001 — Убойная сила-2 — Павел Виригин, отец Максима Виригина (серия «Дачный сезон»)
- 2002 — Улицы разбитых фонарей-4 — Пётр Васильевич (серия «Лобовая атака»)
- 2002 — По имени Барон — Сашка Солоха
- 2003 — Бандитский Петербург. Фильм 4. Арестант — Пётр Захарович
- 2003 — Ниро Вульф и Арчи Гудвин
- 2003 — Танцор
- 2004 — Шахматист — Гурин
- 2004 — Богатыри Online — полковник
- 2004 — Конвой PQ-17 — Уинстон Черчилль
- 2004 — Потерявшие солнце — Ерёмченко, старый опер, бывший коллега Полянского
- 2005 — Фаворский — Марягин
- 2005 — Вепрь — маршал Огарков
- 2005 — Гражданин начальник 2— Игорь Петрович Сергачёв
- 2006 — Доярка из Хацапетовки — Егор Кузьмич
- 2006 — Синдикат — Патриарх
- 2006 — Час пик
- 2006 — Первое правило королевы
- 2007 — Закон мышеловки
- 2007 — Срочно требуется Дед Мороз
- 2007 — Диверсант 2: Конец войны — Пётр
- 2010 — Семейный дом — Егор Михайлович, жених Галины Алексеевны

## Признание и награды
- Почётное звание «Заслуженный артист РСФСР» (29 декабря 1983 года) — за заслуги в области советского театрального искусства[12]
- Почётное звание «Народный артист Российской Федерации» (6 июля 1994 года) — за большие заслуги в области театрального искусства[13]
- Медаль ордена «За заслуги перед Отечеством» II степени (5 февраля 2009 года) — за большой вклад в развитие отечественного театрального искусства и многолетнюю плодотворную деятельность[14]
- Медаль Пушкина (13 февраля 2004 года) — за большой вклад в развитие отечественного театрального искусства[15]
- Благодарность Президента Российской Федерации (27 апреля 2015 года) — за заслуги в развитии культуры, образования, науки, подготовке квалифицированных специалистов и многолетнюю плодотворную деятельность[16]
- Театральная премия Санкт-Петербурга «Золотой софит» (2000 год) — за роль Захара в спектакле «Обломов»[17]
- Премия имени Николая Симонова (2001 год)[18]